# Dorsal de Gakkel

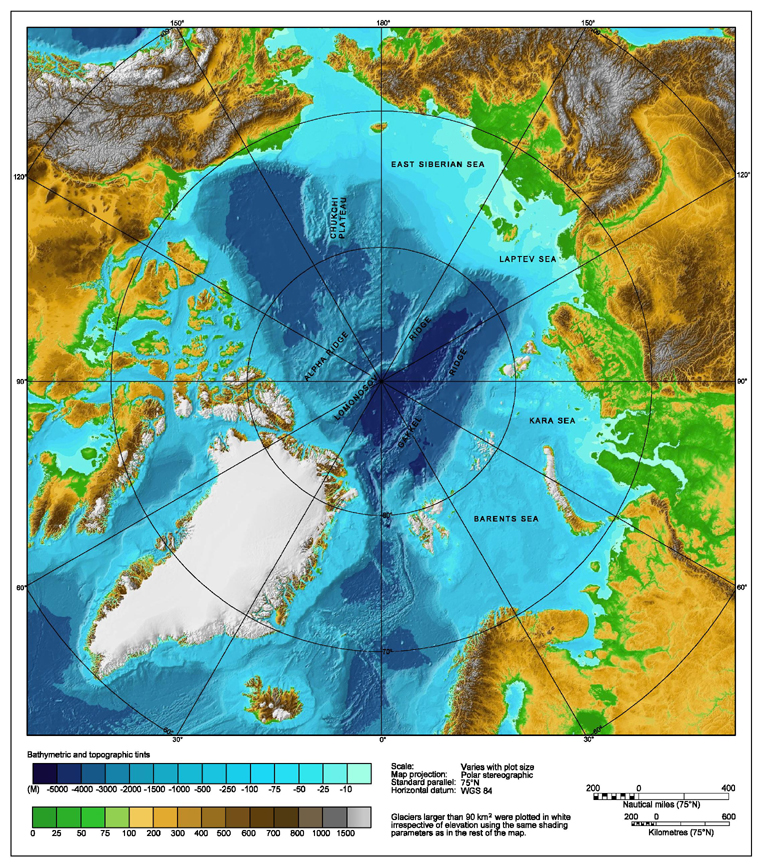
A bacia do Ártico e terras adjacentes.

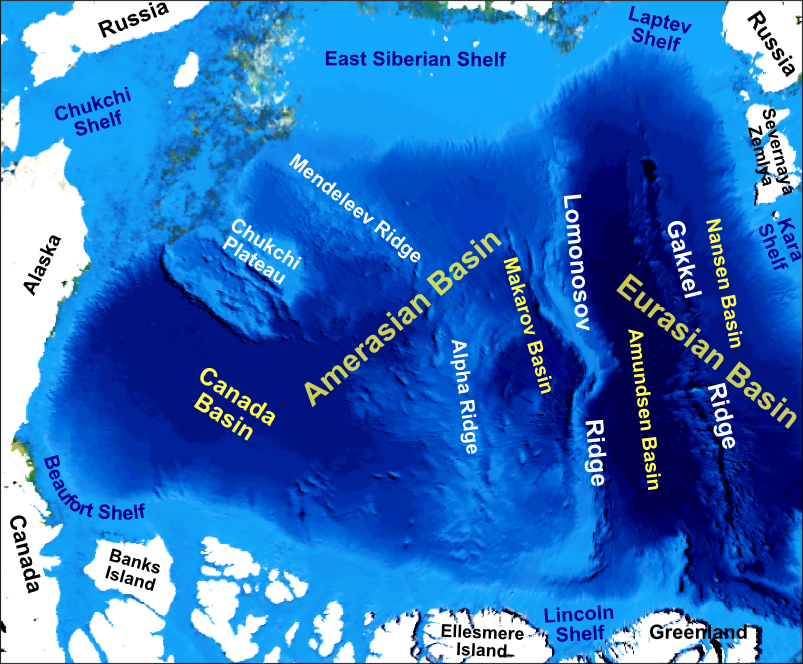
Localização da dorsal de Gakkel no Oceano Ártico (com as diversas bacias e dorsais daquele oceano).

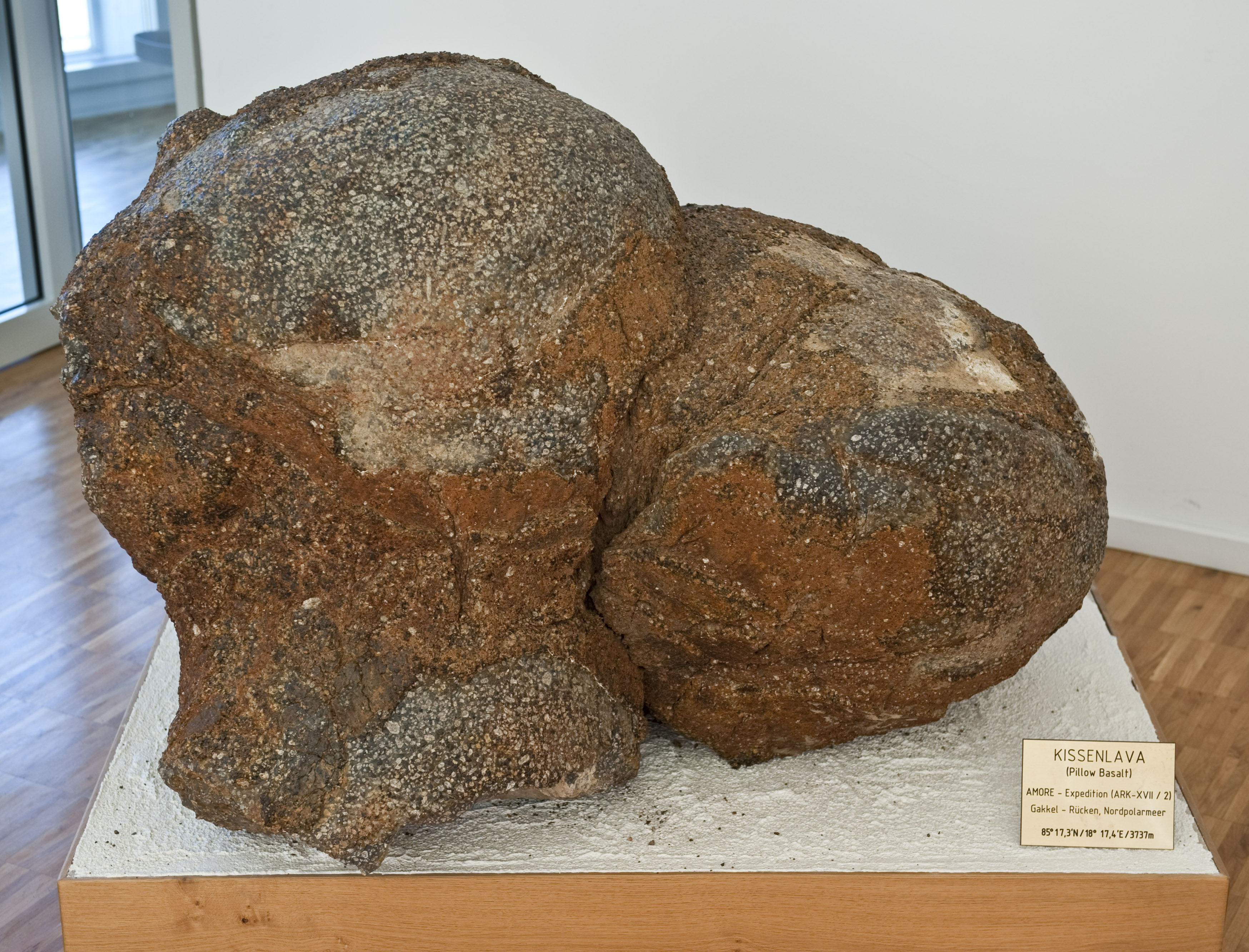
Lavas em almofada da dorsal de Gakkel.

A dorsal de Gakkel (também designada por dorsal Mesoártica, dorsal de Hackel ou dorsal de Nansen) é uma dorsal oceânica com cerca de 1800 km de comprimento, localizada no Oceano Ártico, entre a placa Norte-Americana e a placa Eurasiática.

## Descrição
A dorsal de Gakkel é a continuação para norte e nordeste da dorsal Mesoatlântica, da qual faz geologicamente parte, através do Oceano Ártico entre a Gronelândia e a Sibéria. Aquela dorsal oceânica, anteriormente conhecida como «dorsal de Nansen» e «dorsal Média do Ártico», marca o limite divergente entre as placas tectónicas Norte Americana e a Euroasiática. Está localizada n a bacia da Eurásia do Oceano Ártico, entre a Gronelândia e a Sibéria, e tem cerca de 1 800 km de comprimento. Geologicamente, conecta o extremo norte da dorsal Mesoatlântica com a região do rifte do Mar de Laptev, no mar de Laptev, no centro-leste da costa siberiana.
Ao longo do seu percurso através do leste do Oceano Ártico, a crista submarina correspondente à dorsal de Gakkel forma um umbral que corre aproximadamente paralelo à dorsal de Lomonosov e divide a bacia Euroasiática numa metade norte, a bacia de Amundsen (também conhecida por planície abissal Polar ou bacia da Eurásia), e uma metade sul, a bacia de Nansen (também conhecida por planície abissal de Barents na região do estreito do Fram). O vale central do rifte corre aproximadamente ao longo de uma linha que vai do delta do rio Lena, no leste siberiano, até à região gronelandesa de Nordostrundingen, no oeste.
As bacias oceânicas profundas que cercam a dorsal de Gakkel têm uma profundidade de aproximadamente 4 000 m, a partir da qual a cordilheira sobe até um máximo de aproximadamente 1 000 m abaixo do nível do mar. O vale do rift, no meio da dorsal, tem cerca de 20 a 40 km de largura e um máximo de cerca de 5 500 m de profundidade. A dorsal de Gakkel inclui a sub-dorsal Langseth, onde se situa o monte submarino Karasik.
Ao sul da dorsal de Gakkel, a dorsal Mesoatlântica prolonga-se através do complexo de falhas transformantes da zona de fratura de Spitsbergen, que consiste em várias falhas com apreciável deslocamento transversal e dorsais submarinas menores, e a dorsal de Knipovich.

## História, exploração e geologia
A existência e a localização aproximada da dorsal de Gakkel foram previstas pelo oceanógrafo e explorador polar da soviético Yakov Yakovlevich Gakkel e confirmadas em expedições soviéticas no Ártico por volta de 1950. Confirmada a sua existência em 1966, o nome é uma homenagem a Gakkel, epónimo que foi oficialmente reconhecido em abril de 1987 pela SCUFN (sob o antigo nome desse órgão, o Sub-comité de Nomes Geográficos e Nomenclatura dos Fundos Oceânicos o Sub-Committee on Geographical Names and Nomenclature of Ocean Bottom Features).
A dorsal de Gakkel é a cordilheira de expansão mais lenta que se conhece a nível global, com uma taxa de expansão crustal inferior a 6-14 mm/ano. A dorsal de Gakkel está a sofrer uma expansão tão lenta, que as teorias mais consensuais consideravam que aquela dorsal não teria presentemente atividade vulcânica. Apesar de considerado improvável  até 1999, o cenário mudou quando uma série de 300 sismos fortes ao longo de oito meses sinalizou uma erupção vulcânica submarina. A existência de vulcanismo submarino ao longo do rifte foi confirmada nesse ano de 1999, quando cientistas a bordo de um submarino nuclear comprovaram a presença de vulcanismo submarino ao longo do rifte.
Em 2001, vários grupos de cientistas, embarcados nos quebra-gelos de investigação RV Polarstern (alemão) e USCGC Healy (norte-americano), exploraram as encostas da dorsal e recolheram amostras de rochas e sedimentos. Foi particularmente surpreendente a descoberta de atividade hidrotermal na região, o que obrigou a uma revisão dos conceitos e do modelo explicativo para a formação do fundo oceânico no Oceano Ártico. 
Em 2007, uma expedição oceanográfica, liderada por cientistas do Woods Hole Oceanographic Institution, conduziu a "Arctic Gakkel Vents Expedition" (AGAVE), que descobriu sinais de vulcanismo explosivo no Oceano Ártico, ao longo da dorsall de Gakkel, usando uma câmera especialmente projetada a uma profundidade de 4 000 metros. Foram localizados fragmentos piroclásticos não consolidados nos depósitos vulcânicos que cobrem o vale axial da cordilheira numa área superior a 10 km2. Para além disso, na região foram localizadas extensas camadas de cinzas vulcânicas no fundo do mar, o que indica ter ali ocorrido uma gigantesca erupção vulcânica, sugerindo a presença nas lavas emitidas de substâncias voláteis em concentrações dez vezes maiores do que nos magmas das normais dorsais oceânicas. Usando submersíveis robóticos de "natação livre" ("free-swimming" ) na dorsal Gakkel, a expedição AGAVE também descobriu o que ficou conhecido por camadas em esteira com bizarras comunidades microbianas contendo meia dúzia ou mais de novas espécies.
O maior estrutura vulcânica do Oceano Ártico é a Caldeira da Dorsal de Gakkel, um supervulcão que esteve em erupção há aproximadamente 1,1 milhões de anos durante o Pleistoceno.  A presença de sedimentos também aponta para que no Oceano Ártico, a 85° N 85° E, tenha ocorrido uma violenta explosão vulcânica que passou quase despercebida em 1999, sob uma camada de água de 4 km de profundidade. Os investigadores presumiam anteriormente que o vulcanismo explosivo não poderia ocorrer em profundidades de mais de três quilómetros sob as águas do mar por causa da alta pressão ambiente, o que esta erupção veio negar.
Uma região de atividade hidrotermal, chamado Aurora, foi descoberto em 2014. A fontes hidrotermais ali existentes apresentam níveis elevados de metano e altas temperaturas, sugerindo interações da água com rochas ultramáficas abaixo do campo hidrotermal (ao invés das normais reações com basaltos). A geoquímica das águas do Campo Hidrotermal Aurora parece ser semelhante à do Campo Hidrotermal Rainbow, no Oceano Atlântico junto aos Açores.
Outro aspeto que torna a dorsal de Gakkel notável é a sua expansão diferencial não ser compensada por qualquer falha transformante. A dorsal tem segmentos com orientação variável e vários graus de vulcanismo: a Zona Vulcânica Ocidental do vale do Lena (7° W a 3° E de longitude), a Zona Esparsamente Magmática (de 3° E a 29° E de longitude) e a Zona Magmática Oriental (de 29°E a 89°E).
As lacunas na atividade vulcânica implicam a presença na região de crosta oceânica e manto muito frios, provavelmente resultado da taxa de expansão crustal muito baixa, mas não se conhecem as razões que fazem com que algumas partes da dorsal sejam mais magmáticas do que outras. Foram detetados alguns sismos com hipocentro no manto, abaixo da crosta, o que é incomum numa dorsal meso-oceânica. Esta sismicidade profunda confirma que o manto e a crosta da dorsal de Gakkel, tal como alguns segmentos da dorsal Sudoeste do Índico, são muito frios e por isso anormalmente rígidos.